# Ларри и Стив
Ла́рри и Стив (англ. Larry & Steve) — американский мультипликационный фильм 1997 года, второй мультфильм Сета Макфарлейна. Является продолжением мультфильма «Жизнь Ларри» и предшественником мультсериала «Гриффины».

## Предыстория
В 1995 году, обучаясь в Род-Айлендском Институте Дизайна, Сет Макфарлейн в качестве дипломной работы создал мультфильм «Жизнь Ларри». Он имел успех, и поэтому два года спустя Макфарлейн представил продолжение — «Ларри и Стив». Этот мультфильм был показан в передаче англ. The Cartoon Cartoon Show канала Cartoon Network. Исполнительные продюсеры канала FOX, посмотрев оба мультфильма, предложили Макфарлейну создать мультсериал, с участием главных героев — Ларри (который превратился в Питера Гриффина) и Стива (стал Брайаном). На пилотную серию нового мультсериала Сету выделили 50 000 долларов, и тот представил своё творение через полгода, как и обещал. Первая серия пришлась руководству канала по душе, и был заключён новый контракт, по которому Сет Макфарлейн должен был создать первый сезон «Гриффинов», состоящий из тринадцати эпизодов. Сумма контракта — 2 000 000 долларов за мультипликационный сезон.

## Создание
Макфарлейн создавал этот мультфильм уже работая на Hanna-Barbera, в перерывах между созданием новых серий для мультсериалов «Джонни Браво», «Лаборатория Декстера» и «Коровка и Петушок».
Режиссёр: Сет Макфарлейн
Продюсеры: Дэвис Дои, Шерри Гюнтер и Ларри Хьюбер
Автор сценария: Сет Макфарлейн
Роли озвучивали: Сет Макфарлейн и Лори Алан
Композиторы: Рон Джоунс, Боди Чендлер и Гэри Лайонелли
Монтаж: Уильям Е. ДеБуа, Пол Дуглас, Джина Ламар и Джон Форрест Нисс

## Сюжет
Стив стоит перед камерой и записывает видеопослание, чтобы кто-нибудь избавил его от неуклюжего хозяина — Ларри. Он рассказывает о злоключениях, которые испытывал по вине Ларри с тех пор, как тот взял его из приюта, в частности, пересказывает историю их совместного похода в торговый центр. Также в фильме участвует самолёт, пилот которого в «Гриффинах» станет Гленом Куагмайром. Даже его голос изображен очень похоже.